# Triangolo lombare
Con triangolo lombare ci si può riferire al triangolo lombare inferiore (o triangolo di Petit, da Jean-Louis Petit) o a quello superiore (o triangolo di Grynfeltt, dal nome del chirurgo che nel 1866 descrisse per primo un caso di ernia ivi protrusa, cui viene aggiunto Lesshaft, che ne riportò in maniera indipendente un secondo nel 1870). Il primo giace in superficie, mentre il secondo è più profondo, essendo ricoperto dal muscolo grande dorsale, e si trova più in alto.
Entrambi sono sedi di ernie lombari, per quanto la collocazione anatomica di quest'ultime sia storicamente discussa, vista anche l'incidenza piuttosto rara. Sono stati infatti riportati poche centinaia di casi.

## Triangolo di Petit
Il margine inferiore del triangolo lombare inferiore è costituito dalla cresta iliaca, quello mediale dal bordo anteriore del gran dorsale e quello laterale dal bordo posteriore del muscolo obliquo esterno.

## Pentagono di Grynfeltt-Lesshaft
Il margine mediale di questo secondo triangolo lombare è formato dal muscolo quadrato dei lombi, quello laterale dal bordo posteriore del muscolo obliquo interno. Superiormente è limitato dalla dodicesima costa.